# Ángel Albino Corzo

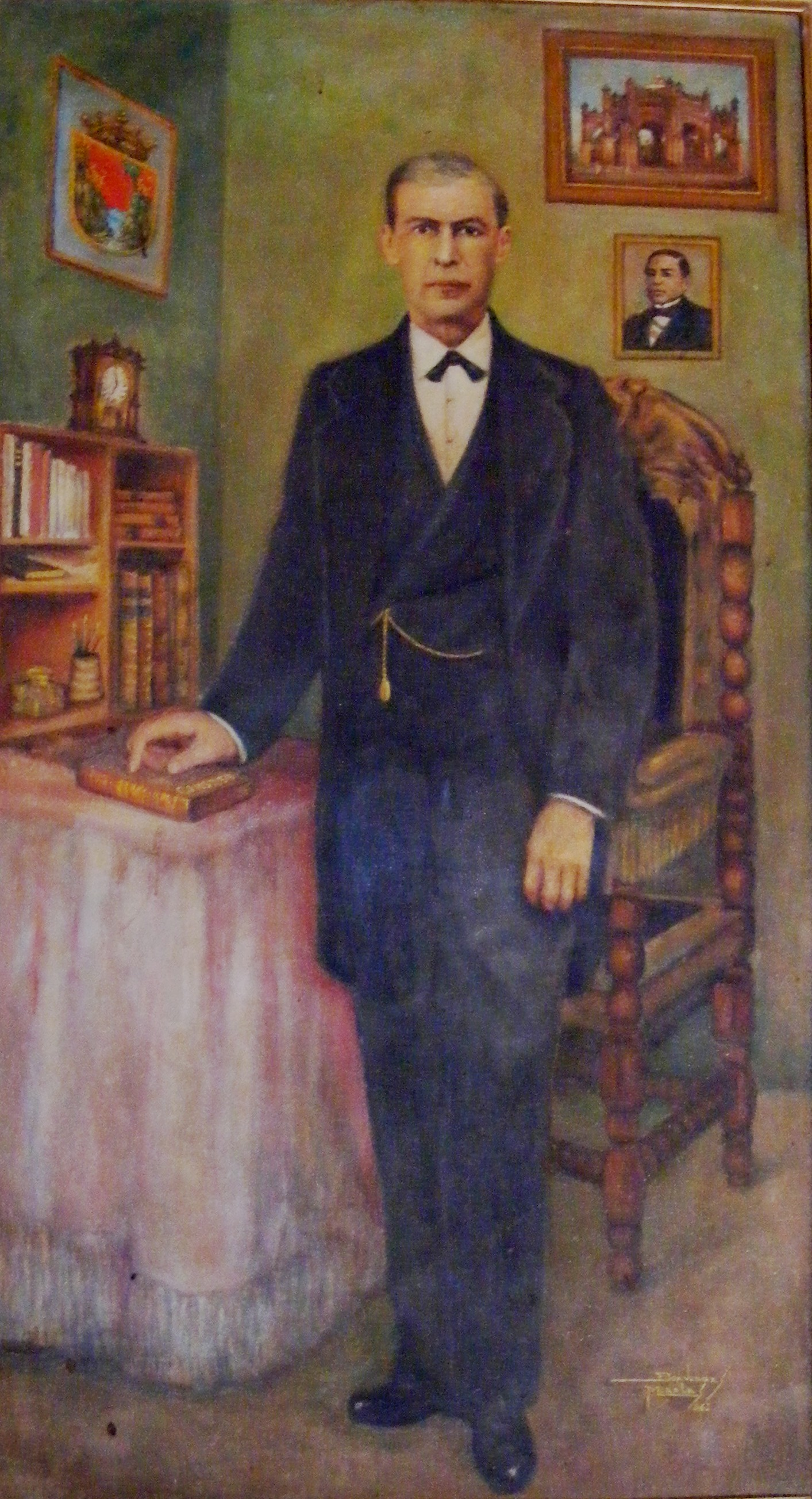
Ángel Albino Corzo

Ángel Albino Corzo (* 1. März 1816 in Chiapa de la Real Corona; † 12. August 1875 ebendort) war ein mexikanischer Liberaler, General und Politiker aus dem Bundesstaat Chiapas.
Corzo erhielt seine Grundbildung in seiner Geburtsstadt und weitere Ausbildung in San Cristóbal de las Casas. 1840 ehelichte er die Gouverneurstochter Zaragoza Ruiz Pola, mit der er fünf Kinder und einen Adoptivsohn großzog.
Ángel Albino Corzo begann seine politische Karriere auf Betreiben seines Schwiegervaters Domingo Ruiz Molina 1846 als Alcalde seines Heimatortes Chiapa. In dieser Funktion stellte er die erste, fünfzigköpfige Guardia Nacional der Stadt auf. Im Folgejahr wurde er zum Schatzmeister des Bundesstaats ernannt und führte als solcher ein neues Steuersystem ein. 1849 wurde er Abgeordneter und 1852 Präsident des Kongresses von Chiapas. 1855 proklamierte er in seiner Funktion als Prefecto des Distrikts von Chiapa den Plan von Ayutla.
Am 16. Oktober 1855 ernannte man ihn zum provisorischen Gouverneur Chiapas’, ehe er 1856 verfassungsmäßiger Gouverneur wurde, was er mit vier Unterbrechungen bis 1861 blieb. In seiner Zeit als Gouverneur konnte er die Interessen Chiapas’ erfolgreich gegen Annexionspläne der Regierung von Tabasco verteidigen. Im Reformkrieg (1857–1861) war Corzo die „rechte Hand“ Juárez’ in Mexikos Süden. 1858 wurde er von den Behörden Tabascos zum General ernannt und kommandierte die konstitutionelle Brigade von Chiapas, Tabasco und Yucatán. 1863 konnte er in der Schlacht von Chiapa die Einheiten der französischen Intervention in Mexiko zurückschlagen. 1866 war er an der Gefangennahme des damaligen Gouverneurs Chiapas’, José Pantaleón Domínguez, beteiligt. 1875 verstarb Corzo in seiner Heimatstadt.
1861 wurde ihm vom Kongress Chiapas’ für seinen Einsatz für die Reformgesetze (Leyes de Reforma) der Ehrentitel Benemérito de Chiapas und nach seinem Tod für seine Rolle in der französischen Intervention der Titel Benemérito de Chiapas, Tabasco y Campeche verliehen. Unter anderem sein Heimatort ist heute als Chiapa de Corzo nach ihm benannt.